# Air Cairo

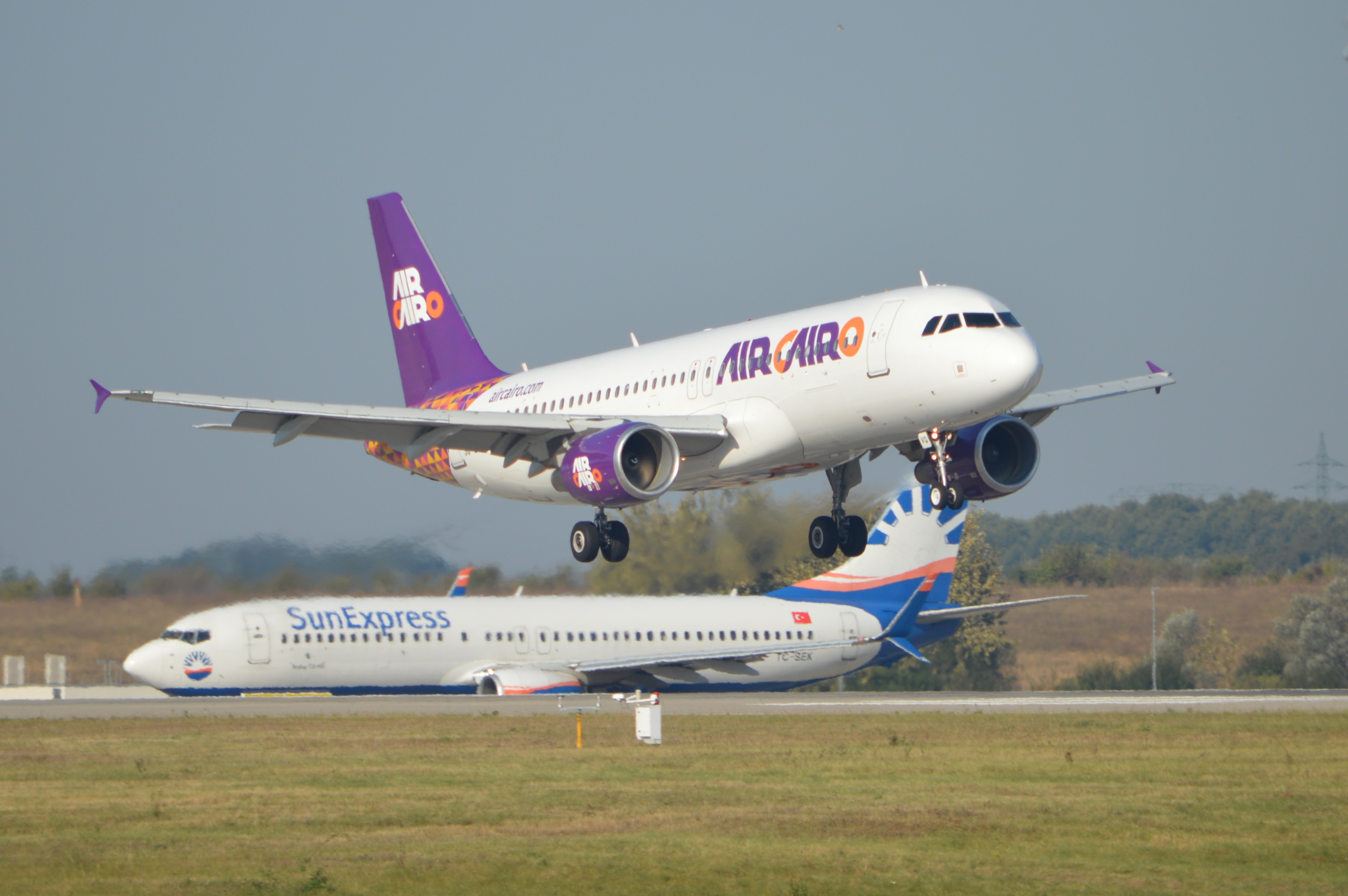
Airbus A320 lini Air Cairo

Air Cairo – egipska prywatna linia lotnicza działająca od 2003, obsługująca linie czarterowe i tanie linie lotnicze z lotnisk egipskich, również do Europy, w tym do Polski. Główny port lotniczy Kair, inne porty: port lotniczy Hurghada, port lotniczy Szarm el-Szejk, port lotniczy Luksor.
60% udziałów posiadają linie EgyptAir. W 2003 zastąpiła Shorouk Airways, które zostały zlikwidowane.

## Flota
Według stanu na czerwiec 2025 flota Air Cairo składała się z 37 samolotów o średnim wieku 7,4 lat:
| Samolot         | Samolot | Samolot   | Liczba miejsc | Liczba miejsc | Uwagi |
| Model           | Aktywne | Zamówione | E             | Łącznie       | Uwagi |
| --------------- | ------- | --------- | ------------- | ------------- | ----- |
| ATR 72          | 6       | –         | 70            | 70            |       |
| Airbus A320-200 | 10      | 2         | 174           | 174           |       |
| Airbus A320-200 | 10      | 2         | 180           | 180           |       |
| Airbus A320neo  | 18      | –         | 186           | 186           |       |
| Embraer ERJ-190 | 3       | –         | 100           | 100           |       |
| Łącznie         | 36      | 0         |               |               |       |